# Синьо-зелена музика
Джорджія О'Кіф (1887—1986) — одна з найзначніших американських художниць XX століття, відома своїми яскравими пейзажами та натюрмортами, що відображають красу природи та тонкість жіночої естетики. Її картина «Блакитна і зелена музика» (1919—1921) є чудовим прикладом того, як О'Кіф вміло поєднувала кольори та форми, створюючи емоційний та візуальний резонанс.

## Контекст і створення

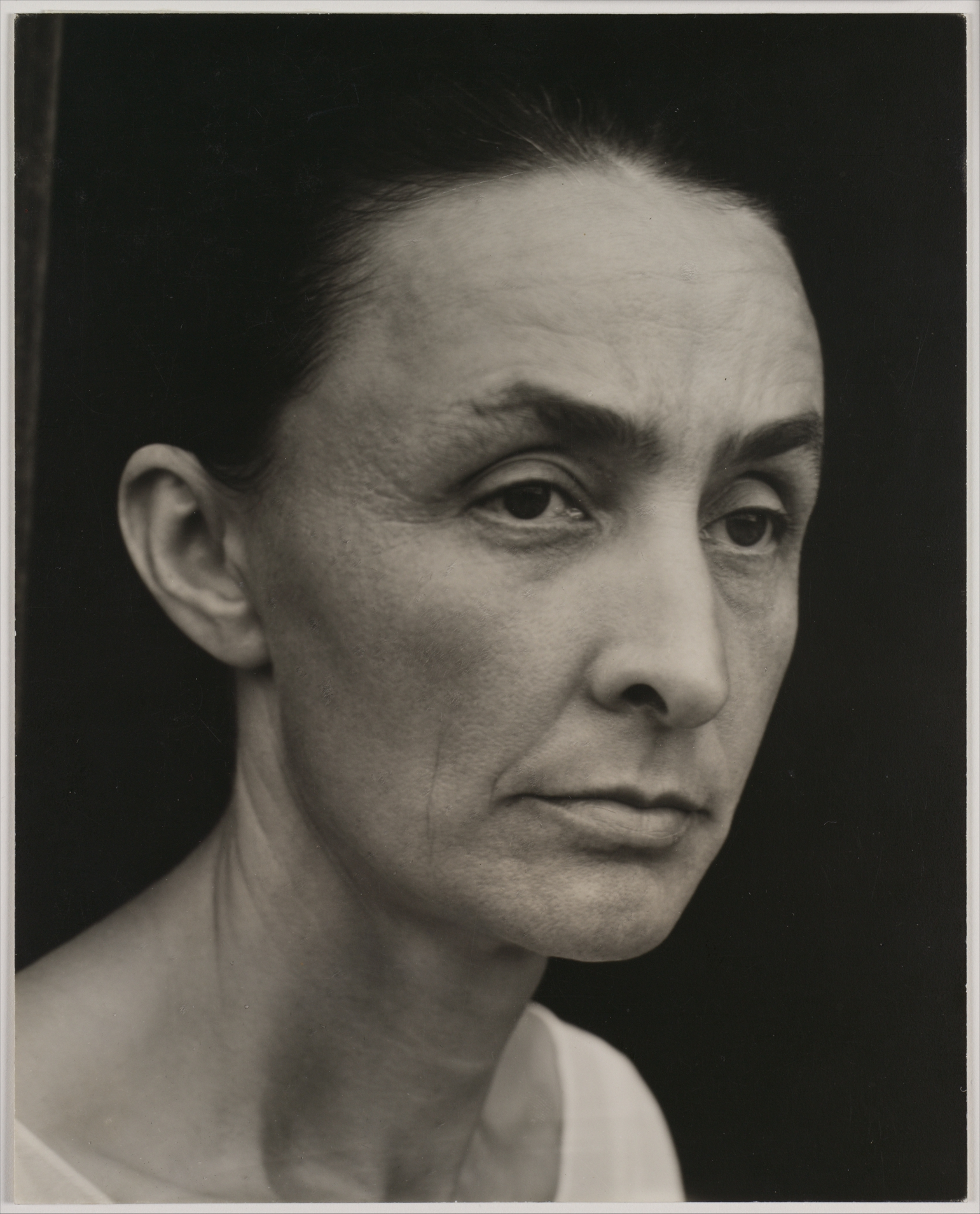
Джорджія О'кіф, авторка «Блакита і зелена музика» (1921)

«Блакитна і зелена музика» була написана в період, коли О'Кіф жила в Нью-Йорку, де активно досліджувала нові художні напрямки та стилі. Вона була частиною авангардного руху, що прагнув відійти від традиційних технік живопису, зокрема імпресіонізму. У цей час О'Кіф почала експериментувати з кольором, формою та композицією, шукаючи способи виразити свої емоції через живопис.

## Опис картини

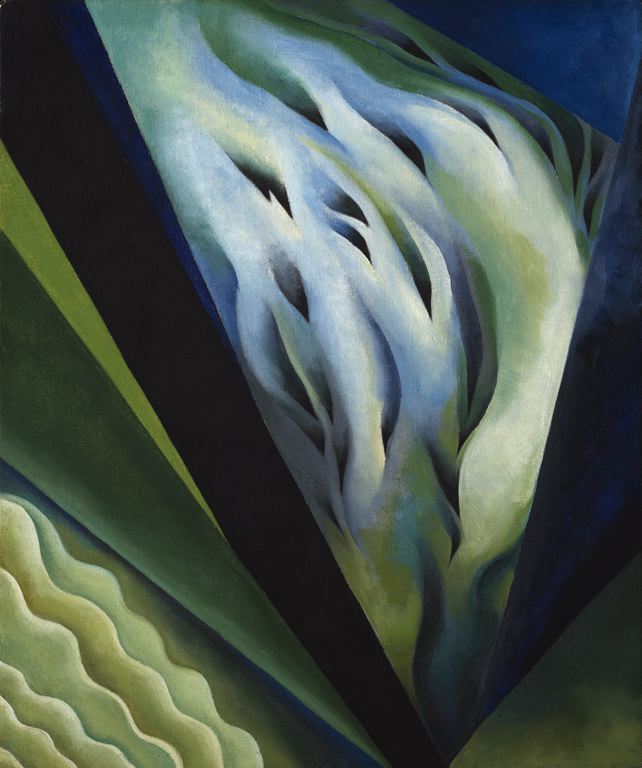
Джорджія О'Кіф «Блакитна і зелена Музика» (1921)

На картині домінують відтінки блакитного і зеленого, які символізують спокій і гармонію. Ці кольори перетворюються у абстрактні форми, що нагадують музику — динамічну та емоційну. Художниця використовує плавні лінії та м'які переходи, що створюють враження руху та живої енергії. В композиції можна помітити натяки на природні елементи, такі як вода або рослинність, але вони подані в абстрактній формі, що дозволяє глядачеві відчути емоції, а не просто спостерігати за пейзажем. Її надихнула теорія російського художника-експресіоніста Василя Кандинського, який у своєму творі «Про духовне в мистецтві» 1912 року стверджував, що образотворчі художники повинні наслідувати музику, щоб досягти чистого вираження, вільного від літературних посилань.

## Значення
Роботи Джорджії О'Кіф, зокрема «Синьо-зелена музика» та «Зелені яблука», відображають її прагнення до спрощення форми та підкреслення їхньої сутності. О'Кіф вважала, що справжнє значення речей можна досягти через відбір, усунення та акцентування, що дозволяє візуально відобразити.
У «Синьо-зеленій музиці» художниця трансформує природні мотиви в геометричні елементи, що створює новий рівень сприйняття природи. Цей підхід дозволяє глядачу бачити лише зовнішню красу об'єктів, а й їхню внутрішню структуру та емоційний зміст. О'Кіф втілила в своїх роботах ідею, що природа може бути інтерпретована як абстрактна форма.

## Виставка
Сьогодні картина Джорджія О'Кіфа «Синьо-зелена музика» залишилася в числі об'єктів дослідження та обговорення у світовому мистецтві. Вона продовжує надихати нове покоління художників та миців, які прагнуть розвивати взаємозв'язок між природою, кольором і формою. О'Кіф стала символом жіночої творчості в мистецтві, а її роботи підкреслюють цінність індивідуального виразу та емоцій. У сучасному контексті її творчість часто аналізується через призму феміністичних досліджень та екологічного мистецтва, що акцентує увагу на взаємозв'язку між людиною та природою. Наразі поціновувачі мистецтва можуть побачити цю картину в колекції Чиказького інституту мистецтв разом із низкою інших творів цієї художниці.